# 라쵸 드롬
라쵸 드롬(Safe Journey, Latcho Drom)은 프랑스에서 제작된 토니 갓리프 감독의 1993년 다큐멘터리 영화이다. 미셀 레이 가브라스 등이 제작에 참여하였다. 어느 롬인들이 인도 북서부 지방에서 스페인으로 여행하는 것(특히 음악으로 구성)에 대해 다룬다. 1993년 칸 영화제의 주목할 만한 시선 부문에서 상영되었다.

## 제작진
- 미술: 데니스 머시어